# 五反城町
五反城町（ごたんじょうちょう）は、愛知県名古屋市中村区の地名。五反城町1丁目から五反城町8丁目。住居表示未実施。

## 地理
名古屋市中村区南部に位置する。南は岩塚本通、北は上石川町に接する。

## 歴史

### 地名の由来
岩塚町の字五反城に由来する。

### 沿革
- 1954年（昭和29年）10月1日 - 以下の通り、中村区岩塚町および向島町の各一部により、同区五反城町として成立[1][9]。
  - 五反城町1丁目が、向島町5丁目・6丁目および岩塚町字五反城の各一部により成立[1]。
  - 五反城町2丁目が、岩塚町字五反城の一部により成立[1]。
  - 五反城町3丁目が、岩塚町字五反城の一部により成立[1]。
  - 五反城町4丁目が、岩塚町字五反城・字向田・字七畝割・字足洗の各一部により成立[1]。
  - 五反城町5丁目が、岩塚町字向田・字足洗・字七畝割の各一部により成立[1]。
  - 五反城町6丁目が、岩塚町字向田・字足洗・字七畝割の各一部により成立[1]。
  - 五反城町7丁目が、岩塚町字向田・字足洗・字七畝割の各一部により成立[1]。
  - 五反城町8丁目が、岩塚町字向田・字足洗・字七畝割の各一部により成立[1]。

## 世帯数と人口
2019年（平成31年）2月1日現在の世帯数と人口は以下の通りである。
| 町丁     | 世帯数  | 人口  |
| -------- | ------- | ----- |
| 五反城町 | 508世帯 | 954人 |

### 人口の変遷
国勢調査による人口の推移
| 1955年（昭和30年） | 1,507人 | [ 10 ] |  |
| 1960年（昭和35年） | 1,675人 | [ 11 ] |  |
| 1965年（昭和40年） | 1,585人 | [ 11 ] |  |
| 1970年（昭和45年） | 1,478人 | [ 12 ] |  |
| 1975年（昭和50年） | 1,395人 | [ 12 ] |  |
| 1980年（昭和55年） | 1,268人 | [ 13 ] |  |
| 1985年（昭和60年） | 1,226人 | [ 13 ] |  |
| 1990年（平成2年）  | 1,209人 | [ 14 ] |  |
| 1995年（平成7年）  | 1,148人 | [ 15 ] |  |
| 2000年（平成12年） | 1,102人 | [ 16 ] |  |
| 2005年（平成17年） | 985人   | [ 17 ] |  |
| 2010年（平成22年） | 965人   | [ 18 ] |  |
| 2015年（平成27年） | 939人   | [ 19 ] |  |

## 学区
市立小・中学校に通う場合、学校等は以下の通りとなる。また、公立高等学校に通う場合の学区は以下の通りとなる。
| 番・番地等 | 小学校               | 中学校               | 高等学校 |
| ---------- | -------------------- | -------------------- | -------- |
| 全域       | 名古屋市立岩塚小学校 | 名古屋市立御田中学校 | 尾張学区 |

## 交通

### 鉄道
- 名古屋市営地下鉄東山線 岩塚駅[7]

### 道路
- 豊国通（名古屋市道中村稲永線）[7]
- 名古屋市道高畑線[8]

## 施設
- 五反城公園[7]
- 広居山妙行寺

## その他

### 日本郵便
- 郵便番号 : 453-0836[4]（集配局：中村郵便局[22]）。